# Бартєнєв Олександр Федорович
Олекса́ндр Фе́дорович Бартє́нєв (28 квітня 1953, Євпаторія — †30 листопада 2015, Харків) — український ентомолог, фахівець з жуків-вусачів України, кандидат біологічних наук, доцент кафедри зоології та екології тварин Харківського національного університету імені В. Н. Каразіна.

## Молоді роки
Народився Олександр Бартєнєв у м. Євпаторія в Криму. Батько, Федір Олександрович Бартєнєв — педагог, автор кількох задачників цікавих завдань та методичних посібників з математики, Заслужений вчитель УРСР, кавалер ордена Леніна, почесний громадянин Євпаторії, чиїм ім'ям названа вулиця в цьому місті, а мати — агроном-квітникар. Дід Олександр М. Бартєнєв був знаним ентомологом і науковцем, який прищепив внуку любов до ентомології. Брат, Володимир Федорович Бартєнєв, пішов по слідах батька — викладач математики у спецкласах, а Олександр Федорович Бартєнєв — по слідах діда — став ентомологом.

## Фахова біографія
З дитячих років Олександр Бартєнєв колекціонував метеликів і до закінчення школи мав серйозну систематизовану колекцію. У 1970 році він вступає на біологічний факультет Харківського університету, який успішно завершує у 1975 році. По завершенні університету вступає до аспірантури Сімферопольського університету (тепер Таврійський національний університет) на спеціальність екологія. У 1986 році успішно захищає кандидатську дисертацію на тему «Жуки-ксилофаги Гірського Криму». Згодом, після захисту, повертається до Харківського університету, де працював до 2015 року.

## Наукові публікації
1. Бартенев А. Ф. Жуки-усачи Левобережной Украины и Крыма.  Монография. — Харьков. Харьковский национальный университет, 2009. — 418 с. — 35 оригинальных тотальных рисунков.
2. Бартенев А. Ф., Апостолов Л. Г. Роль основных компонентов ксилофильных сообществ на различных стадиях деструкции древесины в естественных биогеоценозах Горного Крыма // Проблемы и методы биотической деструкции органических веществ в почве естественных биогеоценозов и агроценозов. Тезисы докладов III школы (18 — 24 октября 1982 г.). — Львов. — 1982. — с. 28-29;
3. Бартенев А. Ф. Жуки-ксилофаги Горного Крыма: Автореф. дис. канд. биол. наук: 03.00.09 / Институт зоологии им. И. И. Шмальгаузена. — К., 1986. — 21 с.;
4. Бартенев А. Ф. Обзор видов жуков-усачей (Coleoptera: Cerambycidae) фауны Украины // Вісті Харківського ентомологічного товариства. — 2003 (2004). — 11, № 1-2. — с. 24-43